# Військовий переворот у Зімбабве (2017)
Військовий переворот у Зімбабве відбувся в ніч із 14 на 15 листопада 2017 року, коли представники Національної армії Зімбабве на чолі з Константіном Чівенґою взяли під контроль державну телекомпанію ZBC та деякі інші точки у Хараре, столиці країни.
Конфлікт виник навколо питання, хто буде наступником 93-річного президента Мугабе.
24 листопада 2017 р. відбулась інавгурація Еммерсона Мнангагва президентом Зімбабве.

## Перебіг подій
У перший тиждень жовтня 2017 року значно зросла напруженість між першим віце-президентом Еммерсоном Мнангагвою та першої леді Грейс Мугабе, двома головними кандидатами на спадкоємці Роберта Мугабе як президента Зімбабве. Мнангагва, ставленик Мугабе і його союзник з часів війни за незалежність 1960-х років, заявив про своє отруєння під час політичного мітингу в серпні 2017 року, після чого він був змушений евакуюватися до лікарні в Південній Африці для лікування.
При цьому Мнангагва особливо відзначив свою вірність керівній партії «Зімбабвійський африканський національний союз — Патріотичний фронт» і президенту Мугабе, назвавши брехнею чутки, поширювані його прихильниками про те, що Грейс Мугабе організувала отруєння за допомогою морозива, приготованого на її молочній фермі. Мнангагва, відомий під прізвиськом «Крокодил», очолює однойменну фракцію «крокодилів», а Грейс Мугабе — G40, і обидва вони борються за контроль над партією напередодні президентських виборів 2018 року. До цього часу 93-річний Мугабе перебував при владі вже близько 40 років, в зв'язку з чим Грейс Мугабе говорила, що навіть його «труп як кандидат» переможе на виборах.
Фелекезела Мфоко, другий віцепрезидент Зімбабве, піддав Мнангагву критиці, заявивши, що його коментарі про серпневий інцидент спрямовані на ослаблення країни, влади президента і розкол в партії, оскільки лікарі прийшли до висновку, що отруєння відбулось через зіпсовані продукти. 6 жовтня 2017 року Грейс Мугабе виступаючи в Хараре, вийшла за рамки запланованої розмови про права та можливості молоді, заявивши, що її прихильники постійно отримують погрози, що якщо Мнангагве не замінить Мугабе, їх буде вбито і що фракція, яка підтримує віцепрезидента, готує державний переворот. Також вона публічно відкинула свою причетність до отруєння і риторично запитувала: «З якого дива мені його вбивати? Я — дружина президента. Хто такий Мнангагва, хто він?».
На мітингу 4 листопада президент Мугабе вперше публічно розкритикував Мнангагву, тоді як перша леді назвала його «підбурювачем перевороту» і «боягузом». 6 листопада Мугабе відправив Мнангагву у відставку з посади віцепрезидента. У заяві міністра інформації Саймона Хая-Мойо зазначалося, що Мнангагва «послідовно і наполегливо демонстрував ознаки нелояльності, неповаги, брехливості і ненадійність». Після цього Мнангагва втік з країни, пообіцявши, однак повернутися і закликавши членів партії відсторонити президента, сказавши у своїй заяві на адресу Мугабе, що партія «не є особистою власністю вас і вашої дружини, щоб робити те, що вам завгодно». Тим часом більше сотні ймовірних прихильників Мнангагва зазнали дисциплінарних санкцій з боку прихильників Грейс Мугабе.
Звільнення Мнангагви по суті залишило Грейс Мугабе єдиним претендентом на спадкоємці Роберта Мугабе. Мнангагва був одним з останніх політичних союзників Мугабе з моменту здобуття незалежності 1980 року, маючи в своєму розпорядженні підтримку декількох генералів зімбабвійськой армії, які публічно заявляли, що країною повинен управляти тільки ветеран визвольної війни, в число яких Грейс Мугабе не входить. Хоча влада Мугабе спирається на військову еліту, в останні кілька років він систематично прибирав старих ветеранів з важливих партійних посад і ставив на їх місце молодших чиновників, які не мали військового досвіду. Цей крок був досить ризикованим, тому що Грейс Мугабе стала суперечливою фігурою в Зімбабве, що не може заручитися великою підтримкою з боку партійців-ветеранів.
13 листопада командувач Силами оборони Зімбабве генерал Костянтино Чівенга скликав пресконференція, на якій зачитав заяву, в якій назвав останні події «зрадницькими махінаціями», заявивши, що військові «втрутяться, не вагаючись» в ситуацію, що склалася для захисту зімбабвійської революції, якщо чистка партійних рядів від ветеранів визвольної війни не припиниться.
Чівенга закликав зімбабвійців реалізувати свої демократичні права і взяти участь в партійному з'їзді в грудні 2017 року, щоб вигнати «контреволюціонерів». Він також зазначив, що внутрішньопартійна боротьба і чищення призвели до «страждань і смутку» в умовах економічної кризи, через яку «в країні протягом останніх п'яти років не видно жодного прогресу». Чівенга виголошував промову сидячи серед дев'яти високопоставлених офіцерів, які представляють головні частини Національної армії і символізували армійську єдність. Спочатку заяву транслювалося державної Мовної корпорації Зімбабве, але потім було знято з ефіру.
14 листопада військові броньовані машини були помічені на під'їздах до Хараре, столиці Зімбабве, а потім проїхали конвоями містом. Того ж дня Кудзанайі Чіпанга, лідер молодіжної ліги керівної партії і союзник Грейс Мугабе, заявив, що разом з товаришами «готовий померти», щоб перешкодити армії відсторонити Мугабе і поставити нового президента, і що, якщо генерали незадоволені правлінням Мугабе, то вони повинні піти у відставку і стати політиками. Вдень Мугабе був на щотижневому засіданні кабінету міністрів Зімбабве, після якого увечері після Саймон Хая-Мойо звинуватив воєначальника генерала Чівенгу в зраді і підбурюванні до повстання. Того вечора солдати взяли під контроль будівлю Телевізійної корпорації Зімбабве, повідомивши працівників, що підстав для занепокоєння немає, а армія просто їх захищає. За словами військових, причиною таких дій стала відмова в трансляції заяви Чівенгі.

### Переворот

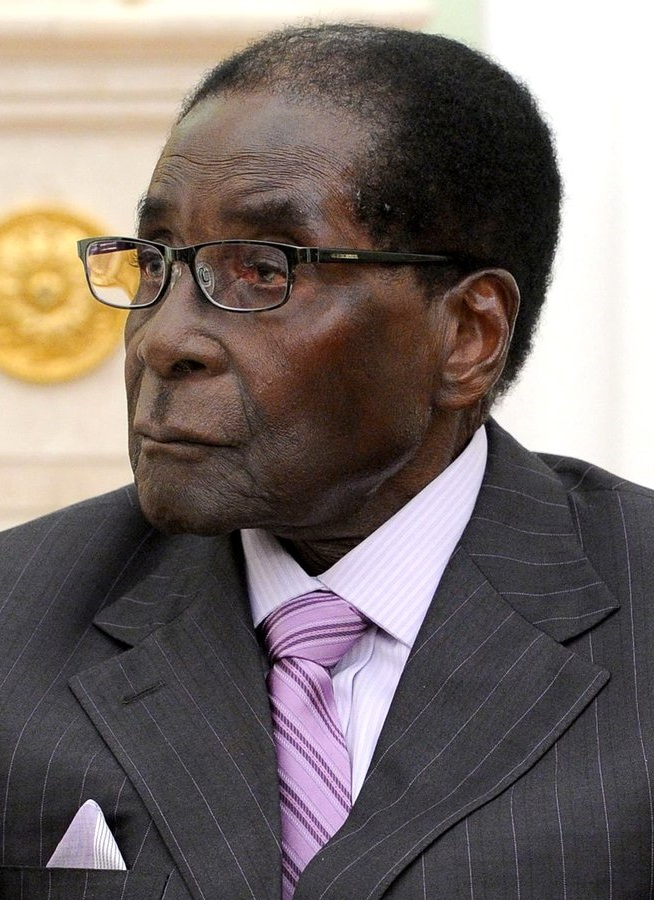
93-літній Роберт Мугабе, що керував Зімбабве з 1980 року

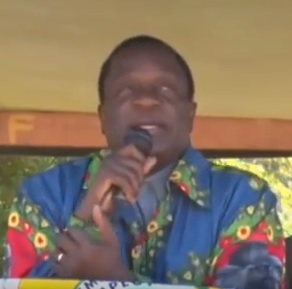
Новообраний президент Зімбабве Еммерсон Мнангагва

О 5 годині ранку 15 листопада начальник штабу армії і соратник Чівенгі генерал-майор Сібусісо Мойо виступив від імені Сил оборони Зімбабве в ефірі Телевізійної корпорації. Мойо заявив, що те, що відбувається не є військовим переворотом, а президент перебуває в безпеці, тому що метою військових є «злочинці», які оточили Мугабе і відповідальні за соціально-економічні проблеми країни, і що після їх усунення ситуація «повернеться до нормального життя». Він оголосив про скасування всіх військових звільнень, заявивши, що всі солдати повинні повернутися до казарм, органи безпеки повинні «співпрацювати на благо нашої країни» і що «будь-яка провокація буде зустрінута відповідним чином».
Мойо також сказав про гарантії незалежності судової влади, попередивши громадян Зімбабве про те, що вони повинні зберігати спокій і уникати зайвих пересувань. Після виступу Мойо військові заарештували Ігнасіуса Чомбе, міністра фінансів Зімбабве і лідера партійної фракції G40. За деякими даними, затримані були і інші члени кабінету, в тому числі міністр вищої освіти Джонатан Мойо і міністр місцевого самоврядування Савіор Касукувере.
16 листопада заколотники оприлюднили заяву, що це не переворот і що президент Роберт Муґабе перебуває в безпеці, проте ситуація нормалізується лише тоді, коли вони розберуться зі «злочинцями» в оточенні президента, відповідальними за соціально-економічні проблеми Зімбабве. Президент Південної Африки Джейкоб Зума зателефонував до Муґабе і переконався, що з ним «усе гаразд», але він перебуває під домашнім арештом.
Вранці того ж дня стрілянина і артилерійські постріли було чути у північних передмістях Хараре, де живуть багато урядовців, в тому числі президент. За деякими даними, тривала стрілянина лунала біля будинку Мугабе в передмісті Борроудейл, а поблизу головного кампусу університету Зімбабве стався вибух. Солдати заблокували доступ до парламенту Зімбабве, урядових будівель, будівель судів і офіційної резиденції президента у Хараре. Президент ПАР Джейкоб Зума, переговоривши телефоном з Мугабе, розповів, що той знаходиться у безпеці, але під домашнім арештом.
За непідтвердженими даними Грейс Мугабе втекла до Намібії, а генеральний секретар зімбабвійської асоціації ветеранів війни Віктор Матемаданда публічно закликав до відставки Мугабе, заявивши, що дії військових стали благом для країни, голова зімбабвійської асоціації ветеранів національно-визвольної війни Кріс Муцвангва похвалив їх за «безкровну корекцію» режиму, яка дала початок поверненню до «справжньої демократії». Тим часом за деякими даними Мнангагва виїхав з вигнання, тоді як між його союзниками і опозиційних партій почалися переговори про формування тимчасового уряду.
21 листопада парламент Зімбабве почав процедуру імпічменту, але припинив, оскільки Мугабе погодився піти у відставку для забезпечення плавної передачі влади в країні.
На посаду президента країни керівна партія «Африканський національний союз Зімбабве — Патріотичний фронт» (ZANU-PF) висунула Еммерсона Мнангагва.
24 листопада відбулась інавгурація Еммерсона Мнангагва президентом Зімбабве.